# Мейлі
Мейлі (старо-норвезькою «улюблений», «милий» ) — у скандинавській міфології бог, син Одіна і брат Тора. Мейлі згадується у Старшій Едді, складеній у 13 столітті з попередніх традиційних джерел, та у «Молодшій Едді», написаній у 13 столітті Сноррі Стурлусоном. За винятком стосунків Мейлі до Одіна і Тора, ніякої додаткової інформації про божество в жодному з джерел не надається.

## Свідчення
У поемі Hárbarðsljóð, котра є частиною Старшої Едди, Мейлі згадується один раз; бог Тор заявляє, що навіть якби він був поза законом, він відкрив би своє ім'я та батьківщину, бо він син Одіна, брата Мейлі та батька Магні.
Мейлі згадується чотири рази у книзі Skáldskaparmál Старшої Едди. У главі 17, вірші з поеми Хаустльонґа згадується, що Тор є «братом Мейлі» У главі 22 є додаткові цитати з Хаустльонга, де кеннінґ використовуються для бога Геніра, який звертається до Мейлі.  У главі 23 наводиться цитата твору з скальда Шьоррольф Хвініра, який згадує Тора як «брата Мейлі». У главі 75, Мейлі перераховані серед імен асів і як син Одіна (між богом Бальдруом та богом Відаром).

## Теорії
Деякі вчені XIX століття припускав, що матір'ю Мейлі є Йорр, богиня та уособлена Землі. Також упродовж 19 століття Віктор Райдберг припускав, що Бальдр і Мейлі - є двома іменами однієї істоти.